# Oi! Dla Ojczyzny Vol. 1
Oi! Dla Ojczyzny Vol. 1 – album muzyczny zawierający utwory różnych polskich wykonawców grających muzykę z gatunku Oi! oraz RAC / hatecore. Wydawcą była wytwórnia Fan Records. Album został wydany w 1994 r. na jednej kasecie magnetofonowej. Zawiera wybór utworów związanych pod względem przekazu z nich płynącego z tematyką tożsamościową i patriotyczną.

## Historia, album i muzyka
Album „Oi! Dla Ojczyzny Vol. 1” wydany został w 1994 r. (choć w niektórych opracowaniach pojawia się informacja, że był to rok 1993). Wydawcą albumu była wytwórnia „Fan Records” z Zabrza. Zamieszczony został na jednej kasecie magnetofonowej. W ramach oznaczeń wydawnictw albumowych tego wydawcy kaseta otrzymała identyfikator „F-004”. Jest to album kompilacyjny z utworami różnych polskich zespołów muzycznych. Kopie albumu wykonane były przez firmę Starling S.A. z Krakowa. Za oprawę graficzną odpowiadał K. Brandt. Album objęty jest ochroną praw autorskich: ZAIKS, BIEM oraz inne: Koncesja Nr 225/F.
Album zawiera utwory rockowe, które zaliczane są pod względem stylu do gatunków muzycznych takich jak street punk/oi! oraz hard rock, a konkretniej w tym przypadku RAC / hatecore, związanych pod względem przekazu z nich płynącego z tematyką tożsamościową, patriotyczną oraz nacjonalistyczną, a pod względem odbiorców i publiczności ze sceną skinheads.

## Wykonawcy
Album zawiera utwory następujących wykonawców: BTM, Honor, Konkwista 88, Legion, Polska, Rezystencja, Szczerbiec, Sztorm 68.
| lp | wykonawca    | liczba utworów |
| -- | ------------ | -------------- |
| 1  | BTM          | 2              |
| 2  | Honor        | 2              |
| 3  | Konkwista 88 | 2              |
| 4  | Legion       | 1              |
| 5  | Polska       | 2              |
| 6  | Rezystencja  | 1              |
| 7  | Szczerbiec   | 2              |
| 8  | Sztorm 68    | 1              |

## Utwory
| lp | kaseta | wykonawca    | tytuł                    | czas |
| -- | ------ | ------------ | ------------------------ | ---- |
| 1  | A1     | Konkwista 88 | W Pogoni Za Swym Cieniem | 3:55 |
| 2  | A2     | Polska       | Musisz Być Silny         | 2:00 |
| 3  | A3     | Rezystencja  | Wściekłe Psy             | 3:30 |
| 4  | A4     | Szczerbiec   | Ogniem I Mieczem         | 2:10 |
| 5  | A5     | BTM          | Bądź Dumny               | 2:10 |
| 6  | A6     | Sztorm 68    | ARW                      | 3:30 |
| 7  | A7     | Honor        | Zdradzona Ziemia         | 4:30 |
| 8  | B1     | Legion       | My, Nowe Pokolenie       | 4:45 |
| 9  | B2     | BTM          | Słowiańska Siła          | 3:20 |
| 10 | B3     | Szczerbiec   | Szczerbiec               | 4:15 |
| 11 | B4     | Polska       | Bagnet Na Broń           | 2:15 |
| 12 | B5     | Honor        | Znak Orła                | 3:10 |
| 13 | B6     | Konkwista 88 | Nienawiść                | 5:20 |

## Tytuł albumu
Album został zatytułowany „Oi! Dla Ojczyzny Vol. 1”. Końcowa część nazwy własnej „Vol. 1” sugeruje, że w zmyśle miało to być pierwsze wydawnictwo w ramach planowanej serii. Brak jest jednak jakiejkolwiek informacji potwierdzających takie przypuszczenie oraz nie ma żadnych śladów wskazujących na kolejne wydania spod hasła „Oi! Dla Ojczyzny”.
Można także podać znamienny fakt, że taką samą nazwę – „Oi! Dla Ojczyzny” – przyjęto dla zorganizowanego w 1989 r. (a więc około pięć lat przed wydaniem tego albumu) koncertu, jaki odbył się w Bielsku-Białej. Zorganizowany był dla grupy zaproszonych skinheadów. Wystąpili na nim następujący wykonawcy: Honor, Polska i Szczerbiec. Są to zespoły, których utwory znalazły się na wydanym później pod tym samym szyldem albumie. Brak jednak źródeł potwierdzających związek między omawianym koncertem a wydanym kilka lat później albumem.